# ربات‌ها و امپراطوری
ربات‌ها و امپراتوری رمانی است علمی تخیلی که توسط نویسنده آمریکایی اسحاق آسیموف نوشته و توسط انتشارات انتشارات دابل‌دی (Doubleday Books) در سال ۱۹۸۵ منتشر شده‌است. این رمان بخشی از مجموعه رباتهای آسیموف است که شامل تعداد زیادی داستان‌های کوتاه (که در مجموعه‌های من، ربات، The Rest of the Robots و Robot Complete گردآوری شده‌اند)، و چندین رمان (غارهای پولادین، خورشید برهنه و روبات‌های سحرگاه) است.
ربات‌ها و امپراتوری بخشی از تلاش آسیموف برای پیوند سه مجموعه اصلی رمان‌ها و داستان‌های علمی تخیلی وی است: مجموعه ربات‌ها، مجموعه امپراتوری کهکشانی و مجموعه بنیاد. (آسیموف تلاش خود برای ایجاد پیوند و اتحاد را در رمان «لبه بنیاد» و دنباله آن انجام داده‌است، و در نتیجه سه مجموعه داستان را به یک داستان آینده-محور تبدیل می‌کند).
در این رمان، آسیموف گذار از کهکشان راه شیری، که در آن انسان‌ها و روبات‌های پوزیترونیک ساکن هستند، به امپراطوری کهکشانی را به نمایش می‌گذارد. کهکشان در سه‌گانه قبلی ربات‌ها تحت سلطه جوامعی مرکب از انسان‌ها و روباتیک‌ها است که در پنجاه سیاره "فضانشین (Spacer)" ساکن بوده و در قسمت وسیعی از کهکشان پراکنده شده‌اند. در حالی که زمین بسیار پرجمعیت‌تر از از همه سیاره‌های فضانشین است، مردم آن را توسط فضانشین‌ها به دیده تحقیر نگریسته می‌شوند و به این ترتیب به عنوان شهروندان درجه دوم، و در عمل پست‌تر از انسان، شناخته می‌شوند. برای مدت طولانی، فضانشین‌ها مهاجرت مردم را از زمین ممنوع کرده بودند. اما امپراطوری کهکشانی آسیموف شامل چندین کادریلیون انسان و تعدا کمی ربات (مانند ر. دانیل الیواو) است که در صدها هزار سیاره قابل سکونت زندگی می‌کند. حتی تکنولوژی مورد نیاز برای حفظ و ارتقاء رباتها تنها در چند سیاره دور از دسترس وجود دارد؛ بنابراین، رمان آسیموف تلاش می‌کند تا توضیح دهد که چگونه مجموعه‌های قبلی ربات او در نهایت به مجموعه امپراتوری کهکشانی خود ارتباط دارد.

## خلاصه داستان
زمین‌نشین الیجا بیلی (Earthman Elijah Baley) (قهرمان کارآگاهی سری کتاب‌های ربات‌ها) حدود دو قرن پیش در گذشته‌است. در طول این دو قرن، مردم زمین بر آگورافوبیا خود غلبه کرده و با استفاده از سفر سریعتر از نور، مهاجرت فضایی خود را از سر گرفته‌اند تا به سیاره‌های دورتر از دنیای فضانشین‌ها دست یابند. ساکنان دنیاهای جدید، خود را «مهاجران» می‌نامند و نه «فضانشین»، زمین را به عنوان سیاره مادری‌شان مورد احترام قرار می‌دهند.
خاطره بیلی در ذهن معشوق سابق او، «فضانشین» گلادیا دلمار (Gladia Delmarre) که به‌طور غیرمنتظره از دنیای کم جمعیت سولاریا به آرورا نقل مکان می‌کند، زنده است. سولاریا، سیاره خانه گلادیا و پنجاهمین سیاره فضانشین‌ها، از تمامی ساکنان انسانی خالی شده‌است، هر چند میلیون‌ها خدمه رباتی باقی مانده‌اند. یکی از نوادگان نسل هفتم الیجا به نام دانیل جیسکارد (دی جی) (Daniel Giskard (DG)، موفق می‌شود گلادیا را راضی کند که به او در بازدید از سولاریا، برای بررسی تخریب چند سفینه «مهاجران» که آنجا فرود آمده بودند و نیز به دست آوردن روبات‌های بی‌صاحب، کمک کند. گلادیا توسط دو ربات پوزیترونیکی، ر. دانیل اولیواو و ر. جیسکارد رونتلاو (R. Giskard Reventlov) همراهی می‌شوند. هر دو ربات سابقاً به خالقشان، دکتر هان فاستولف (Han Fastolfe)، تعلق داشته‌اند، که آنها را در وصیت‌نامه خود به گلادیا واگذار کرده بود. ر. جیسکارد دارای توانایی‌های دورآگاهی مخفی است که تنها ر. دانیل از آن آگاه است.

در همان زمان، دانیل و جیسکارد درگیر یک مبارزه هوش با رقبای فاستولف هستند: ربات‌شناس کلدن آمادیرو (Kelden Amadiro) و دختر دلسرد شده فاستولف، واسیلیا الینا (Vasilia Aliena). مستاصل از مجموعه‌ای از ناکامی‌های گذشته، آمادیرو همکاری با لوولار مانداموس (Levular Mandamus)، یک شاگرد بلند پرواز و بی پروا را قبول می‌کند که قصد دارد برای نابود کردن جمعیت زمین از یک سلاح هسته‌ای جدید به نام «شدت‌دهنده هسته ای» استفاده کند تا با آن به فرسایش طبیعی رادیواکتیو در پوسته بالایی زمین سرعت بخشد و در نتیجه سطح زمین را رادیواکتیو کند. ر. دانیل و ر. جیسکارد برنامه این دو نفر را کشف و تلاش می‌کنند تا آمادیرو را متوقف کنند؛ اما قانون اول رباتیک مانع آنها است، 

یک ربات نمی‌تواند به یک انسان آسیب بزند یا به دلیل وارد عمل نشدن، اجازه دهد انسانی آسیب ببیند.

 که آنها را از حمله مستقیم به آمادیرو بازمی‌دارد. در عین حال، دانیل و جیسکارد، قانون صفرم رباتیک را استنتاج می‌کنند: 

یک ربات نمی‌تواند به یک بشریت آسیب بزند یا به دلیل وارد عمل نشدن، اجازه دهد بشریت آسیب ببیند.

 که ممکن است آنها را قادر به غلبه بر آمادیرو کند، به شرطی که بتوانند از درک دورآگاهی خود از بشریت برای غلبه بر محدودیت‌های اعمال شده توسط قانون اول استفاده کنند. هنگامی که واسیلیا جیسکارد را به داشتن قابلیت دورآگاهی متهم می‌کند (که قبلاً توسط خودش ایجاد شده‌است)، جیسکارد مجبور می‌شود ذهن او را دستکاری کند تا او را وادارد که قدرت دورآگاهی وی را فراموش کند. دو ربات آمادیرو و مانداموس را در زمین، در محل جزیره سه مایلی در پنسیلوانیا ردیابی می‌کنند. پس از اینکه آمادیرو به نقشه خود برای نابودی زمین اعتراف کرد، جیسکارد مغز آمادیرو را (با استفاده از قانون جدید صفرم) تغییر می‌دهد؛ اما با این کار، خود را به خطر می‌اندازد.
به محض تنها شدن با ربات‌ها، مانداموس ادعا می‌کند که نیت اصلی او ایجاد تغییرات رادیواکتیو در طول چندین دهه بوده‌است و نه چندین سال، آن گونه که خواست آمادیرو بوده‌است و جیسکارد، که معتقد است که برای بشریت رها شدن از زمین بهتر است، به مانداموس اجازه دهد این کار را انجام دهد (و در نتیجه، وضعیتی که در رمان ریگی در آسمان توصیف شده‌است ایجاد شود) و سپس حافظه مانداموس را از کاری که انجام داد پاک می‌کند. جیسکارد به درستی پیش‌بینی می‌کند که با وادار کردن بشریت به خروج از زمین، نیروی نشاط دوباره به بشریت باز خواهد گشت و مهاجران جدید، تا زمانی که تمام دولت‌های مهاجرنشن «امپراتوری کهکشانی» را تشکیل دهند، فضا را پر خواهند کرد. تحت استرس تغییر مسیر بشریت (بر خلاف قوانین اول و صفرم)، مغز پوزیترونیک جیسکارد متحمل آسیبی کشنده می‌شود و قبل از مرگ، توانایی دورآگاهی خود را به ر. دانیل منتقل می‌کند.

## رمان
آسیموف در خاطرات خود، من، آسیموف، توضیح می‌دهد که پس از موفقیت ربات‌های سپیده‌دم، تصمیم گرفت روبات‌ها و امپراتوری را، با هدف تبدیل کردن دانیل به «قهرمان واقعی مجموعه» و شخصیت اصلی و آن، بنویسد و با این کار روبات‌ها و امپراتوری پلی شود برای جلدهای بعدی تاریخ آینده‌اش. آسیموف گفت که او توسط لستر دل‌ری و جودی لین دلفی، دوستان قدیمی اش و سردبیران انتشارات دل‌ری، بر خلاف هدف دوم متقاعد شده بود زیرا آنها تصور می‌کردند طرفداران رمان‌های آسیموف ترجیح می‌دهند آسیموف دنیای ربات‌ها و امپراطوری و بنیاد را جدا نگهدارد. از سوی دیگر، سردبیرانش در انتشارات دابلدی – ناشر نسخه گالینگور کتاب – آسیموف را تشویق کردند تا آنچه را قلباً می‌خواست انجام دهد. از آن زمان، آسیموف طرح خود برای متحد کردن دو سری را عملی کرد.
آسیموف روبات‌ها و امپراتوری را به صورت غیر خطی نوشت (نمونه‌های دیگر از ساختار غیرخطی در رمان‌های آسیموف را می‌توان در خدایان خود و نمسیس یافت). در این کتاب، فلش‌بک شخصیت‌های اصلی متناوباً با داستان در حال حاضر جابجا می‌شوند. این داستان بر روی سیاره فضانشین آرورا آغاز می‌شود، جایی که قلب توطئه آمادیرو در برابر تمدن مهاجرنشین در حال توسعه است. در همین حال و قبل از رسیدن به زمین، جایی که اوج این رمان در آن شکل می‌گیرد، گلادیا، دانیل و جیسکارد سوار بر یک فضاپیما از سیارات سولاریا و بیلی‌ورلد (Baleyworld) دیدن می‌کنند.
بعد از رمان بنیاد و امپراطوری آسیموف از این شیوه سفر بین سیاره‌ای به ویژه در بسیاری از کتاب‌های سری بنیاد استفاده کرد. بر خلاف روش‌های داستان کارآگاهی رمان‌های قبلی سری ربات‌ها که بیلی سرنخ‌هایی را به جرمی که متعهد رازگشایی به آن شده بود، جمع می‌کند، در روبات‌ها و امپراتوری، ایجاد یک توطئه مرگبار علیه زمین و کشف آن توسط روبات‌ها تا زمان برخورد نهایی با آمدیرو در زمین، با یکدیگر و به صورت همزمان توسعه می‌یابد و در انتها، ربات‌ها لحظاتی کوتاه برای پایان دادن به نقشه شوم آمادیرو برای مرگ سریع همه زمینیان صرف در اختیار دارند.
این کتاب علاوه بر پیوند دو سری و تبدیل آن‌ها به یک تاریخ آینده تکمیلی، به انتقادات در مورد سیاره زمین در رمان ریگی در آسمان و چند کتاب دیگر، که به شدت رادیواکتیو است، پاسخ می‌دهد. با وجودی که به صراحت اعلام نشده بود، به وضوح اشاره شده‌است که در نتیجه جنگ اتمی که صدها یا هزاران سال قبل رخ داده‌است، اکثر نقاط زمین رادیو اکتیو شده‌است و انسان‌ها به‌طور ناامن در ناحیه‌های غیررادیو اکتیو زندگی می‌کنند. این باعث شد تا ریگی در آسمان در ژانر از پساجنگ هسته‌ای قرار گیرد که در دهه ۱۹۵۰ متداول بود. با این حال، منتقدان خاطرنشان ساختند که چنان استفاده گسترده‌ای از سلاح‌های هسته‌ای، که باعث به وجود آمدن تشعشعاتی وسیع و پایداری شود که تا قرن‌ها باقی بماند، باعث نابودی کل حیات بر روی زمین خواهد شد؛ بنابراین، در کتاب حاضر، آسیموف منبع دیگری برای آینده رادیواکتیویته زمین معرفی کرد.